# Ratusz w Chełmży
Ratusz w Chełmży – neogotycki ratusz, znajdujący się przy ul. Hallera w Chełmży.

## Historia
Wraz z rozwojem przestrzennym i demograficznym miasta w połowie XIX wieku zaszła konieczność budowy nowego budynku dla chełmżyńskiego magistratu. W 1857 roku władze miejskie zakupiły kamienicę przy ul. Hallera 2, na pewien czas lokując w niej swoją siedzibę. W 1897 roku kamienica ta została zburzona, a na jej miejscu w latach 1897-1900 wzniesiono zaprojektowany przez Reinharda Uebricka z Torunia stojący do dziś ratusz.

Inwestycję zrealizowały w większości firmy mające swoje siedziby w Chełmży. Mury wzniosła firma Eugena Trenkla i Carla Ulmera, prace szklarskie wykonali J. Rawecki i A. Nathaniel, meble dostarczyła firma K. Schella z Torunia. Wnętrza oświetlono neogotyckimi żyrandolami i lichtarzami dostarczonymi przez firmę Oskara Falbe z Berlina, zegar ratuszowy natomiast wykonała firma F. Weule’a. Nad wejściem do sali posiedzeń umieszczono herb miasta oraz napis Sparen bei Zeit bringt gewinn. Zur unzeit sparen bringt Verlust („Oszczędzanie przyniesie zysk. Trwonienie przyniesie stratę”). Planowaną rozbudowę budynku przerwał wybuch I wojny światowej.

## Architektura
Ratusz w Chełmży jest neogotyckim budynkiem wzniesionym na planie prostokąta. Budynek posiada dwie reprezentacyjne fasady, jedną od strony ul. Hallera i drugą od strony rynku. W narożniku południowo-wschodnim znajduje się czworoboczna wieża, której ostatnie kondygnacje są poszerzone w stosunku do podstawy. Fasada od strony ul. Hallera jest ozdobiona dwoma trójkątnymi szczytami, podobne szczyty są w elewacjach bocznych. Obecnie ratusz jest siedzibą władz miejskich Chełmży.